# Zaisanmeer
Het Zaisanmeer (Kazachs: Зайсан көлі; Zaisan köli, Russisch: озеро Зайсан; ozero Zaisan) is een zoetwatermeer in Oost-Kazachstan, gelegen in een vallei tussen de Altaj en de bergketens van de Tarbaghatay (Тарбағатай). Het meer ligt op een hoogte van ongeveer 420 meter, heeft een oppervlakte van ongeveer 1810 km² (een lengte van 105 km bij een breedte van 22 tot 48 km), met een maximum waterdiepte van 15 meter.
Het meer krijgt zijn water hoofdzakelijk via de Zwarte Ertis (Қара Ертіс) en voorts van de Kendirlik (Кендірлік) ten oosten ervan. De uitstroom van het meer geschiedt via de Ertis, ook Witte Ertis genoemd (Kazachs: Ертіс, Ақ Ертіс). Aan het meer bevindt zich de stuwdam van Buqtyrma (Бұқтырма).